# ميشيل تونغ
ميشيل تونغ قالب:Lang-zh-sg هي لاعبة كرة الريشة كندية، ولدت في 25 يناير 1997 في سنغافورة.

## وصلات خارجية
- ميشيل تونغ على موقع BWF.tournamentsoftware.com (الإنجليزية)
- ميشيل تونغ على موقع BWFbadminton.com (الإنجليزية)